# Jolene Brand
Pour les articles homonymes, voir Brand.
Jolene Brand est une actrice américaine née le 31 juillet 1934 à Los Angeles en Californie,  États-Unis.
Jouant exclusivement dans des séries télévisées, Jolene n’apparaît que très rarement au cinéma. Elle joua entre autres, le rôle d’Anna Maria Verdugo dans Zorro en 1958 au côté de Guy Williams.

## Filmographie
- 1957 : Gunsmoke - Saison 3
- 1958 : Giant from the Unknown de Richard E. Cunha
- 1958 : State Trooper - Saison 2
- 1958 : Whirlybirds - Saison 2
- 1958 : Rescue 8 - Saison 1
- 1958 : Zorro - Saison 2
- 1959 : Les Aventuriers du Far West - Saison 8
- 1959 : Man with a Camera - Saison 2
- 1959 : Intrigues à Hawaï (Hawaiian Eye) - Saison 1
- 1960 : The Detectives Starring Robert Taylor - Saison 1
- 1960 : Hennesey - Saison 1
- 1960 : Mr. Lucky - Saison 1
- 1960 : Guestward Ho ! - Saison 1
- 1961 : Maverick - Saison 5
- 1961 : Cheyenne - Saison 6
- 1962 : Bronco - Saison 4
- 1966 : Vacation Playhouse - Saison 4